# Есть деньги нет чувств
«Есть деньги нет чувств» (стил. под маюскул) — песня белорусского певца и рэпера ЛСП, выпущенная 5 февраля 2021 года в качестве сингла на лейбле Zhara Music. Продюсером песни выступил Slava Marlow. В «Есть деньги нет чувств» певец поёт о своих циничных взглядах на жизнь и о расставании с девушкой, использовавшей его в корыстных целях.

## Предыстория
Впервые о треке стало известно тогда, когда Slava Marlow опубликовал Instagram-сторис, в которой представил отрывок бита. Позднее, 2 февраля 2021 года, на YouTube-канале ЛСП было опубликовано видео под названием «5/02», что оказалось тизером к песне. Название трека не было известно, однако после использования Shazam для распознания композиции название было открыто.

## Видеоклип
Релиз официального видеоклипа на трек состоялся 5 февраля 2021 года на официальном YouTube-канале ЛСП, в день выхода сингла. В нём рэпер появляется в образе бизнес-тренера, проводящего лекцию для желающих добиться успеха в жизни. Как отметили на сайте ТНТ Music, «концепцию он продвигает ту же, что изложил и в самом треке».

## Отзывы
Артём Кучников из ТНТ Music обратил внимание на инструментальную часть «Есть деньги нет чувств», в которой преобладает «фирменный» минимализм Slava Marlow, и заметил, что музыкальный продюсер «наделил» инструментал композиции «торжественными» фанфарами. Также Артём заявил, что ЛСП не стремится «удивить проникновенными строками» и сосредотачивается на вполне обычной для себя теме — взаимоотношениях с девушкой, «жаждущей достатка». Галина Иванова, журналист веб-сайта Srsly.ru, заявила, что «фирменные биты, эдлибы и моноголосная дорожка делают своё дело», и указала на сходство «Есть деньги нет чувств» с песнями Моргенштерна, сообщив при этом, что текст и голос ЛСП «уничтожают эту иллюзию».

## Чарты
| Чарт (2021)            | Высшая позиция |
| ---------------------- | -------------- |
| Мир (ВКонтакте)        | 17             |
| Россия (Spotify)       | 3              |
| Россия (YouTube Music) | 3              |